# James P. Gordon

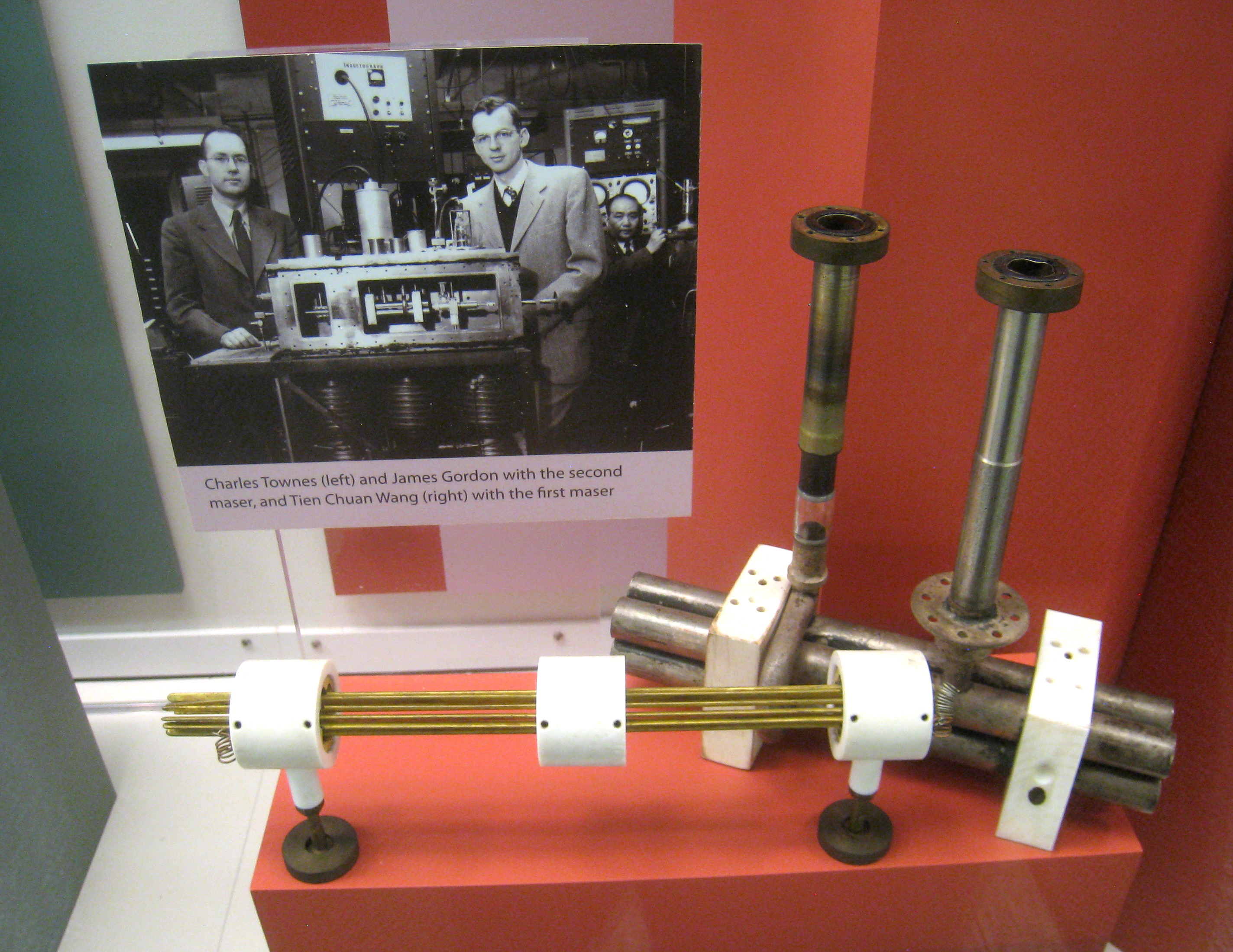
Imagen de James P. Gordon con Charles H. Townes detrás de los componentes máser, en la exhibición del Museo Nacional de Historia Americana, Washington D. C., EE. UU.

James Power Gordon (20 de marzo de 1928 - 21 de junio de 2013) fue un físico estadounidense conocido por su trabajo en los campos de la óptica y la electrónica cuántica. Sus contribuciones incluyen el diseño, análisis y construcción del primer máser en 1954 como estudiante de doctorado en la Universidad de Columbia, bajo la supervisión de C. H. Townes, el desarrollo del equivalente cuántico de la fórmula de capacidad de información de Shannon en 1962, el desarrollo de la teoría de la difusión de átomos en una trampa óptica (junto con A. Ashkin) en 1980, y el descubrimiento de lo que hoy se conoce como el efecto Gordon-Haus en la transmisión de solitones, junto con H. A. Haus en 1986. James P. Gordon fue miembro de la Academia Nacional de Ingeniería (desde 1985) y la Academia Nacional de Ciencias (desde 1988).